# Thiên thể
Trong thiên văn học hiện đại, thiên thể là các thực thể, các tập hợp hay những cấu trúc đáng kể trong vũ trụ mà sự tồn tại của chúng được khoa học ngày nay chứng nhận. Điều đó không có nghĩa là khoa học sẽ không thể phủ định sự tồn tại hiện thời của chúng như trường hợp các thiên thể Themis, Neith. Những kiến thức mới có thể làm thay đổi hoàn toàn cách nhìn nhận về bản chất của thiên thể như Sao Diêm Vương, Ceres, buộc các nhà khoa học phải thống nhất việc tái phân chia trạng tính của chúng. Các thiên thể được xác định trên cơ sở các bằng chứng khoa học gián tiếp được coi là các thiên thể giả thuyết.
Trong tiếng Anh khi đi liền với tính từ "thiên văn học" (astronomical), thuật ngữ thiên thể dễ bị dùng lẫn với astronomical bodies (tạm dịch khối thể thiên văn học). Từ khối thể (body) nói đến các vật thể đơn lẻ như một hành tinh, nhưng nó cũng được dùng để nói về đến các vành đai tiểu hành tinh. Các thuật ngữ vật thể vũ trụ (celestial objects) hay khối thể vũ trụ (celestial bodies) chỉ khác với trường hợp trên là chúng không bao gồm Trái Đất.
Dưới đây là danh sách phân loại tổng quát các thiên thể theo vị trí trong vũ trụ và theo cấu trúc.
| Hệ Mặt trời | Các vật thể ngoài hệ Mặt trời | Các vật thể ngoài hệ Mặt trời | Các vật thể ngoài hệ Mặt trời |
| Hệ Mặt trời | Các vật thể riêng lẻ | Các hệ | Các cấu trúc |
| --- | --- | --- | --- |
| - Mặt Trời - Các hành tinh - Sao Thủy - Sao Kim - Trái Đất - Mặt Trăng - Sao Hỏa - Phobos và Deimos - Sao Mộc - Vệ tinh tự nhiên của Sao Mộc - Sao Thổ - Vệ tinh tự nhiên của Sao Thổ - Sao Thiên Vương - Vệ tinh tự nhiên của Sao Thiên Vương - Sao Hải Vương - Vệ tinh tự nhiên của Sao Hải Vương - Sao Diêm Vương - Charon - Các vệ tinh tự nhiên - Các tiểu hành tinh - Các hành tinh lùn - Các thiên thạch, vẫn thạch và bụi vũ trụ - Các sao chổi - Các vật thể ngoài Sao Hải Vương - Vành đai Kuiper - Đám mây Oort | - Các hành tinh ngoài Hệ Mặt Trời - Các sao - Các sao trong dãy chính - Các sao lùn trắng - Các sao lùn vàng en:G V star - Các sao lùn đỏ - Các sao lùn nâu - Các sao lùn đen en:Black dwarf - Các sao khổng lồ đỏ - Các sao khổng lồ xanh lam - Các siêu sao khổng lồ đỏ - Các sao neutron - Các Pulsar - Các chuẩn tinh - Các sao biến đổi - Các sao biến đổi che khuất - Các sao biến đổi vật lý - Các lỗ đen - Hố đen sao en:Stellar black hole - Hố đen khổng lồ en:Supermassive black hole - Các tân tinh en:Nova - Các tân tinh lùn en:Dwarf nova - Các siêu tân tinh | - Các sao đôi - Các quần tụ sao - Halo thiên hà - Các thiên hà - Các thiên hà xoắn ốc en:Spiral galaxy - Các thiên hà elíp en:Elliptical galaxy - Các thiên hà không đều en:Irregular galaxy - Các thiên hà hoạt động - Các thiên hà lùn en:Dwarf galaxies - Sao quark - Các siêu thiên hà - Các quần tụ thiên hà - Các siêu quần tụ thiên hà - Filament en:Galaxy filament & en:Solar filament | - Vật chất giữa các sao - Các tinh vân - Các tinh vân phát quang - Các vật thể Herbig-Haro en:Herbig-Haro object - Các vùng H I - Các vùng H II - Các tinh vân hành tinh - Các tinh vân phản quang - Các tinh vân tối - Không gian giữa các thiên hà - Bức xạ tàn dư - Vật chất tối - Năng lượng tối |

## Từ nguyên
Chữ Hán: 天體/天体, nghĩa: "vật thể trên trời".